# Галлай Оскар Михайлович
Оскар Михайлович Галлай (11 квітня 1889, Волковиск, Гродненська губернія, Російська имперія — 1963) — радянський кінорежисер.

## Біографія
У 1909 році закінчив Брест-Литовське комерційне училище. У 1909—1910 роках працював театральним декоратором. У 1913 році закінчив режисерське відділення Петербурзького театрального училища літературно-художнього товариства. Працював помічником режисера на кінофабриці Бахарєвої. У 1913—1914 роках навчався в Парижкій Академії мистецтв. У 1915—1926 роках служив в армії (в Першу світову і Громадянську війни), працював режисером ряду театрів і керівником художніх гуртків.
У 1926—1933 роках працював на кіностудії Ленфільм (тоді Ленсовкіно/Ленсоюзкіно). Перші фільми зняв в тандемі з оператором М.А. Гальпером. У 1933—1946 роках-режисер кіностудії «Лентехфільм», з 1946 року на студії «Леннаучфільм». Режисер багатьох науково-популярних фільмів.
Збереглася листування О. М. Галлая з поетом Д. М. Цензором.
Племінник — письменник і льотчик-випробувач Марк Лазаревич Галлай.

## Фільмографія
- 1928 — Залізний кінь[3]

- 1928 — Коса лінія (дебют у головній ролі М. А. Ростовцева)[4][5]

- 1929 — Бунт бабусь

- 1930 — Лицем до лиця

- 1931 — Секрет